# Кладбище Камалан
Кладбище Камало́н (по узбекски: Камоло́н-маза́р) —(стар. название Ходжа Аламбардор) узбекское мусульманское кладбище в Ташкенте площадью 7,3 га, расположенное недалеко от проспекта «Бунёдкор» и улицы «Самарканд-дарваза», недалеко от станции метро Миллий бог
Своё название кладбище, по-видимому, получило от названия ворот городской стены средневекового города, находившихся в месте недалеко от современного кладбища.
Кладбище возникло в XVIII — XIX веках. На нём похоронены многие известные узбекские деятели культуры, в особенности литературы.  В частности здесь похоронены: писатель Абдулла Кадыри, поэт Хабиби, драматург и поэт Хуршид.